# 扭曲猿头蛤
扭曲猿头蛤（学名：Chama reflexa），是帘蛤目偏口蛤科偏口蛤属的一种。主要分布于中国大陆，常栖息在潮间带至潮下带108米。